# Vertrag von Nöteborg

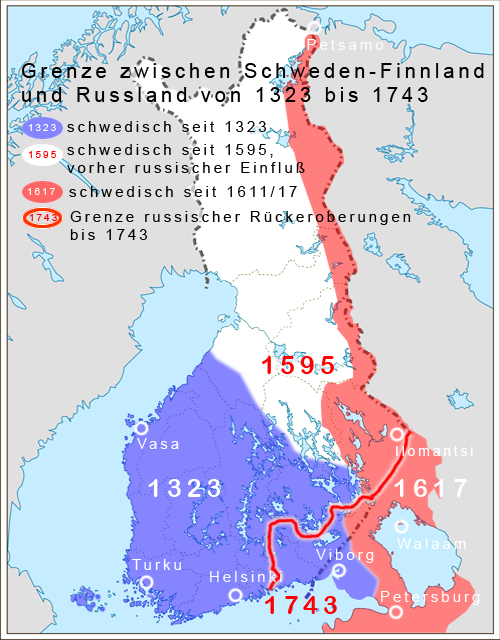
Der Vertrag von Nöteborg garantierte Schweden den Besitz Westfinnlands, Zentralfinnlands und Südfinnlands bis Viborg (blau)

Der Vertrag von Nöteborg oder Frieden von Schlüsselburg (russisch Ореховский мир, schwedisch Nöteborgstraktaten, finnisch Pähkinäsaaren rauha) vom 12. August 1323 war kein Vertrag zwischen Staaten oder Ländern, sondern zwischen Regenten, nämlich dem Großfürsten von Nowgorod und Fürsten von Moskau Juri I. Daniilowitsch (1281–1325) einerseits und dem schwedischen König Magnus Eriksson (1316–1374) andererseits. In ihm wurde erstmals der Grenzverlauf zwischen Schweden und der Republik Nowgorod festgeschrieben und so die Landschaft Karelien zwischen diesen beiden Reichen geteilt. Die Festung Schlüsselburg (schwedisch Nöteborg, russisch Ореховец, Orechowez) befindet sich auf einer Insel in der Newa im Abfluss des Ladogasees und ist heute Teil der Stadt Schlüsselburg.
Der Vertrag kam durch die Vermittlung deutscher Kaufleute zustande. Die Stellung beider Regenten war unsicher: Magnus war zu dieser Zeit sieben Jahre alt, und die wirkliche Macht übte die Vormünderregierung aus. Auch Juris Position war nicht unabhängig. Seine Herrschaft stützte sich auf den mongolischen Khan der Goldenen Horde. Eine weitere Stütze war wahrscheinlich der Rat der Nowgorod. Das ergibt sich aus der Erwähnung „tota communitate Nogardie“ als Interessent im Vertrag. Beiden war daran gelegen, sich gegenseitig als gleichgestellt anzuerkennen und so ihre innenpolitische Legitimation zu stärken.
Juri I. Daniilowitsch verzichtete darin auf einige seiner karelischen Besitzungen. Beide erklärten darin die Absicht, keine Festungen entlang der neuen Grenze zu errichten, und der schwedische König verpflichtete sich zur Neutralität im Konflikt zwischen Nowgorod und Narva.
Die Grenze wurde nur sehr ungefähr beschrieben und war keineswegs eine in der Landschaft feststellbare Linie. Die Referenzpunkte des Vertrages waren nur in den Gebieten und nur insoweit präzise, wie sie für die Burgherren für die Kontrolle über den Handel und die Besteuerung von Bedeutung waren. In dem Vertrag wird auch nicht von Grenzen zwischen Schweden und Nowgorod gesprochen. Vielmehr wird den jeweiligen Regenten die Herrschaft über regionale Einheiten zugewiesen. So heißt es: „gislalagen Äyräpää, Jääskis och Savo afträddes till Sverige“. Gislalag war also eine solche Einheit, die an Schweden abgetreten wurde. Im Vertrag wurde also genau genommen nicht von Staatsgrenzen zwischen Schweden und Nowgorod gesprochen, sondern ausdrücklich vom Recht, über bestimmte Gebiete zu herrschen. Der Staatsbegriff war noch nicht von der Person des Herrschers geschieden, und der Begriff „Grenze“ bezeichnete in der schwedischen Sprache bis ins 15. Jahrhundert hinein keine Linie, sondern ein Gebiet. Dies berücksichtigt, verlief die Grenze zwischen Finnischem Meerbusen und Saimaa gradlinig, für das Gebiet der Binnenseen im Landesinneren wurde bestimmt, wer von den Vertragspartnern bestimmte bekannte und strategisch wichtige Orte zugewiesen bekam, und im Norden gab es eine Doppelgrenze mit einem Gebiet dazwischen, welches von Schweden und Nowgorodern erschlossen werden sollte.
Schon wenige Jahre nach dem Vertragsabschluss wurde dieser von Schweden verletzt, da schwedische Siedler am Bottnischen Meerbusen in Gebiete nördlich der Grenzlinie vordrangen.
Im Frieden von Teusina (Täyssinä) wurde 1595 die Grenze zwischen den Reichen weiter gen Osten verschoben. Sie verlief danach östlich von Savonlinna und Kainuu.